# Hergnies
Hergnies é uma comuna francesa na região administrativa de Altos da França, no departamento do Norte. Estende-se por uma área de 10.75 km². Em 2010 a comuna tinha 4 466 habitantes (densidade: 415,4 hab./km²).